# Yukigassen
Le yukigassen est un jeu japonais, à base de bataille de boules de neige. Son principe est similaire à celui du jeu de la capture du drapeau.
Le Yukigassen est un jeu d’équipe qui combine les éléments du jeu de capture de drapeau et du paintball. Le mot japonais se compose de deux parties : « Yuki », qui signifie « neige », et « Gassen », qui se traduit par « bataille ». Il s’agit donc d’une bataille de neige, une guerre de boules de neige pour être plus précis.

Ce sport a vu le jour sur l’île de Hokkaido, réputée pour posséder la neige la plus belle du Japon, voire du monde. Il n’est donc pas surprenant que le Yukigassen ait émergé dans cette région. De nos jours, les principales batailles se déroulent à Sobetsu, une petite ville située sur les rives du superbe lac Toya. Chaque année, Sobetsu accueille le championnat international de Yukigassen, attirant des équipes du monde entier pour une compétition féroce sous un manteau de neige immaculée. Par ailleurs, d’autres régions montagneuses du Japon, comme Nagano, accueillent aussi cette discipline hivernale.